# Campeonato Europeu de Atletismo em Pista Coberta de 2019 - 3000 m masculino
A prova dos 3000 metros masculino do Campeonato Europeu de Atletismo em Pista Coberta de 2019 foi disputada entre os dias  1 e 2 de março de 2019 na Emirates Arena, em Glasgow, no Reino Unido. 

## Recordes
Antes desta competição, os recordes mundiais e do campeonato nesta prova eram os seguintes:
|                       | Nome           | Nacionalidade | Tempo     | Local     | Data                    |
| --------------------- | -------------- | ------------- | --------- | --------- | ----------------------- |
| Recorde mundial       | Daniel Komen   | Quênia        | 7m 24s 90 | Budapeste | 6 de fevereiro de 1998  |
| Recorde do campeonato | Ali Kaya       | Turquia       | 7m 38s 42 | Praga     | 7 de março de 2015      |
| Recorde europeu       | Sergio Sánchez | Espanha       | 7m 32s 41 | Valência  | 13 de fevereiro de 2010 |

## Medalhistas
| Ouro                     | Prata              | Bronze                    |
| Jakob Ingebrigtsen (NOR) | Chris O'Hare (GBR) | Henrik Ingebrigtsen (NOR) |

## Cronograma
Todos os horários são locais (UTC +0).
| Data       | Hora  | Evento  |
| ---------- | ----- | ------- |
| 1 de março | 13:20 | Bateria |
| 2 de março | 19:47 | Final   |

## Resultados

### Bateria
Qualificação: 4 atletas de cada bateria (Q) mais os 4 melhores qualificados (q). 

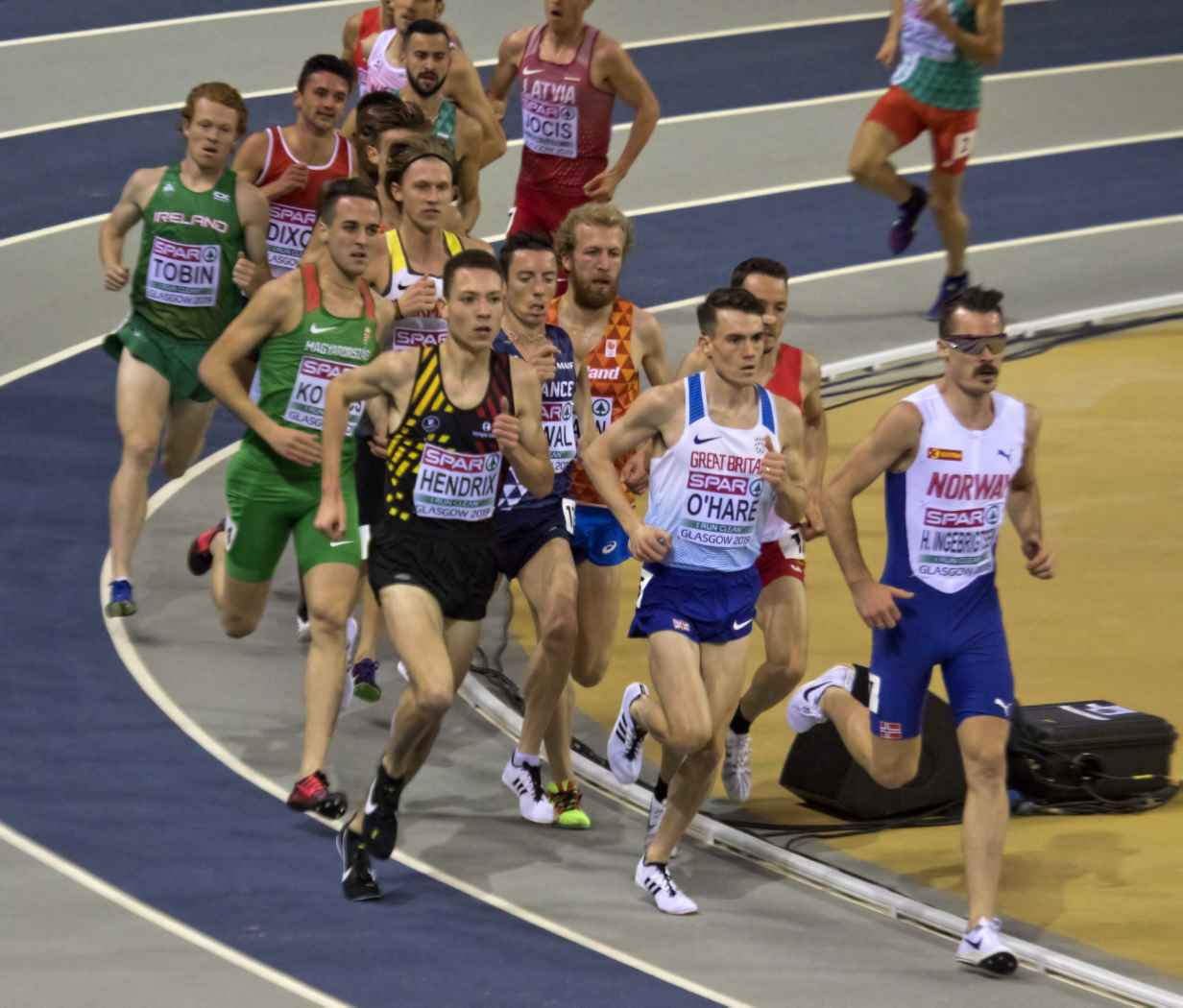
Bateria 2

| Posição | Bateria | Atleta                   | Nacionalidade               | Tempo   | Notas                |
| ------- | ------- | ------------------------ | --------------------------- | ------- | -------------------- |
| 1       | 1       | Jakob Ingebrigtsen       | Noruega                     | 7:51.20 | Q, EU20R             |
| 2       | 1       | Andrew Butchart          | Grã-Bretanha                | 7:51.28 | Q                    |
| 3       | 1       | Djilali Bedrani          | França                      | 7:51.30 | Q                    |
| 4       | 1       | Amos Bartelsmeyer        | Alemanha                    | 7:51.35 | Q                    |
| 5       | 1       | Jimmy Gressier           | França                      | 7:51.45 | q,                   |
| 6       | 1       | Jonas Leandersson        | Suécia                      | 7:51.47 | q,                   |
| 7       | 1       | Sam Atkin                | Grã-Bretanha                | 7:52.12 | q,                   |
| 8       | 2       | Chris O'Hare             | Grã-Bretanha                | 7:53.39 | Q                    |
| 9       | 2       | Henrik Ingebrigtsen      | Noruega                     | 7:53.80 | Q                    |
| 10      | 1       | Florian Orth             | Alemanha                    | 7:54.59 | q                    |
| 11      | 2       | Yoann Kowal              | França                      | 7:55.42 | Q                    |
| 12      | 2       | Sam Parsons              | Alemanha                    | 7:55.60 | Q                    |
| 13      | 1       | Topi Raitanen            | Finlândia                   | 7:55.71 | Recorde pessoal      |
| 14      | 2       | Seán Tobin               | Irlanda                     | 7:56.27 | Recorde da temporada |
| 15      | 2       | Mike Foppen              | Países Baixos               | 7:57.55 |                      |
| 16      | 2       | Robin Hendrix            | Bélgica                     | 7:58.14 |                      |
| 17      | 1       | Artur Bossy              | Espanha                     | 7:58.46 |                      |
| 18      | 2       | Benjamin Kovács          | Hungria                     | 7:59.89 |                      |
| 19      | 1       | Yegor Nikolayev          | Atletas Neutros Autorizados | 8:00.71 |                      |
| 20      | 1       | Per Svela                | Noruega                     | 8:02.62 |                      |
| 21      | 2       | Sergio Jiménez           | Espanha                     | 8:03.58 |                      |
| 22      | 2       | Suldan Hassan            | Suécia                      | 8:05.08 |                      |
| 23      | 1       | Hlynur Andrésson         | Islândia                    | 8:06.97 |                      |
| 24      | 2       | David Palacio            | Espanha                     | 8:07.61 |                      |
| 25      | 2       | Andreas Vojta            | Áustria                     | 8:09.72 |                      |
| 26      | 2       | Ugis Jocis               | Letônia                     | 8:09.99 | Recorde da temporada |
| 27      | 2       | Benjamin Rainero de Haan | Países Baixos               | 8:11.57 |                      |
| 28      | 2       | Mitko Tsenov             | Bulgária                    | 8:12.45 |                      |
| 29      | 1       | John Travers             | Irlanda                     | 8:12.54 |                      |
| 30      | 2       | Harvey Dixon             | Gibraltar                   | 8:14.86 |                      |
| 31      | 1       | Bram Anderiessen         | Países Baixos               | 8:18.30 |                      |
| 32      | 2       | Ivo Balabanov            | Bulgária                    | 8:20.31 |                      |
| 33      | 1       | Ramazan Özdemir          | Turquia                     | 8:20.52 |                      |
| 34      | 1       | Dario Ivanovski          | Macedônia do Norte          | DNF     |                      |

### Final
A final aconteceu às 19:47 no dia 2 de março de 2019. 

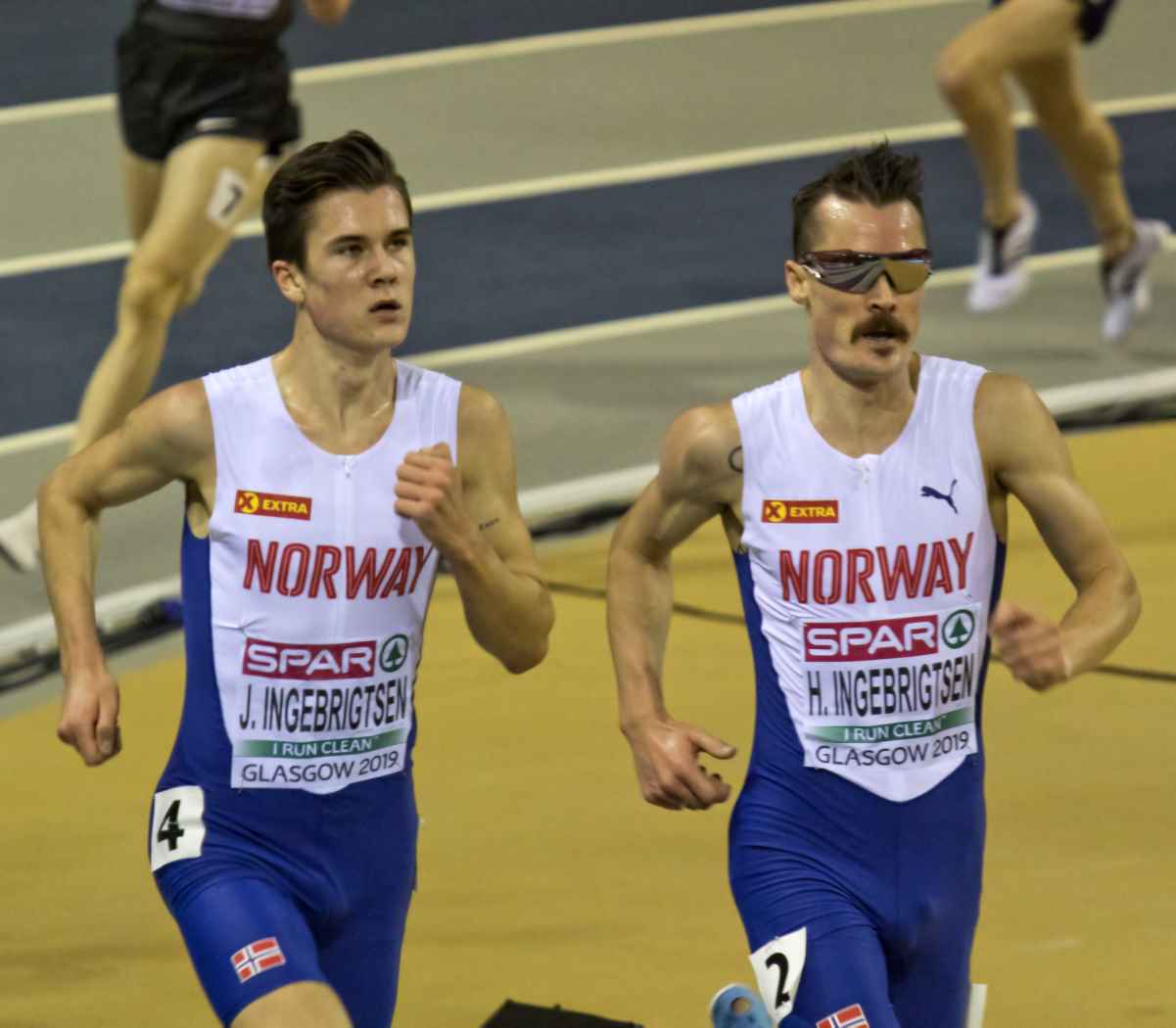
Irmãos Ingebrigtsen ganharam o ouro e bronze

| Posição           | Atleta              | Nacionalidade | Tempo   | Notas |
| ----------------- | ------------------- | ------------- | ------- | ----- |
| Medalha de ouro   | Jakob Ingebrigtsen  | Noruega       | 7:56.15 |       |
| Medalha de prata  | Chris O'Hare        | Grã-Bretanha  | 7:57.19 |       |
| Medalha de bronze | Henrik Ingebrigtsen | Noruega       | 7:57.19 |       |
| 4                 | Djilali Bedrani     | França        | 7:58.40 |       |
| 5                 | Jonas Leandersson   | Suécia        | 7:59.16 |       |
| 6                 | Amos Bartelsmeyer   | Alemanha      | 7:59.62 |       |
| 7                 | Jimmy Gressier      | França        | 8:00.89 |       |
| 8                 | Sam Atkin           | Grã-Bretanha  | 8:01.43 |       |
| 9                 | Yoann Kowal         | França        | 8:02.85 |       |
| 10                | Andrew Butchart     | Grã-Bretanha  | 8:03.11 |       |
| 11                | Florian Orth        | Alemanha      | 8:05.09 |       |
| 12                | Sam Parsons         | Alemanha      | 8:05.83 |       |

Legenda
| Recorde mundial       | Recorde mundial (World record)               |                       | Recorde africano                      | Recorde africano (African) |                                           | Q | Classificado por posição (Qualified) |
| Recorde do campeonato | Recorde do campeonato (Championship record)  | Recorde da América    | Recorde da América (Americas)         | q                          | Classificado por melhor tempo (Qualified) |   |                                      |
| Melhor marca do ano   | Melhor marca do ano (World leading)          | Recorde asiático      | Recorde asiático (Asian)              | DNS                        | Não largou (Did not start)                |   |                                      |
| Recorde nacional      | Recorde nacional (National record)           | Recorde europeu       | Recorde europeu (European)            | DNF                        | Não terminou (Did not finish)             |   |                                      |
| Recorde pessoal       | Recorde pessoal do atleta (Personal best)    | Recorde da Oceania    | Recorde da Oceania (Oceania)          | DSQ / DQ                   | Desclassificado (Disqualified)            |   |                                      |
| Recorde da temporada  | Recorde da temporada do atleta (Season best) | Recorde sul-americano | Recorde sul-americano (South America) | NM                         | Sem marca (No mark)                       |   |                                      |